# رود فصلی گله‌کند
 رود فصلی گله‌کند یک رود در حوضه آبریز دریاچه نمک در استان البرز ایران است که از البرز سرچشمه می‌گیرد. این رود در ارتفاع ۲۵۶۷ متری واقع شده‌است.